# Karen Asrjan
Karen Asrjan (armenisch Կարեն Ասրյան; in wissenschaftlicher Transliteration Karen Asryan, englischer Transkription Karen Asrian, Aussprache ka'rɛn asǝr'jan; * 24. April 1980 in Jerewan; † 9. Juni 2008 ebenda) war ein armenischer Schachspieler und Internationaler Großmeister.

## Werdegang
Bereits 1999, also im Alter von 19 Jahren, konnte Karen Asrjan die Meisterschaft seines Landes für sich entscheiden und in der Folgezeit durchaus noch große Turniererfolge feiern. So gewann er 2001 in Dubai nach Wertung vor so bekannten Spielern wie Jaan Ehlvest, Alexei Alexandrow, Artasches Minassjan, Alexander Motyljow u. a. und 2004 gewann er in Stepanakert ein Turnier vor Bartłomiej Macieja, Gabriel Sarkissjan, Aschot Anastassjan und anderen.
Bei den FIDE-Weltmeisterschaften kam er 1999 in Las Vegas bis in die dritte Runde, wo er gegen den späteren Sieger Alexander Chalifman ausschied. 2000 in Neu-Delhi scheiterte er bereits in der ersten Runde an Loek van Wely, 2001 in Moskau ebenfalls in der ersten Runde nach Tie-Break gegen Igor Khenkin. Bei der WM 2004 in Tripolis erreichte er die zweite Runde, verlor dort aber gegen Michael Adams. Beim Schach-Weltpokal 2005 unterlag er in der ersten Runde Wang Yue.
Bei der Landesmeisterschaft 2006 war er wegen der Abwesenheit anderer Spieler (u. a. von Lewon Aronjan) Favorit, belegte aber am Ende den dritten Platz hinter Artasches Minassjan und dem überraschend stark spielenden Arman Paschikjan. Im Jahr 2007 gewann er den nationalen Titel zum zweiten Mal nach 1999. Im Januar 2008 siegte er erneut, nach Wertung vor dem punktgleichen Minassjan.
Asrjan starb am 9. Juni 2008 im Alter von 28 Jahren an einem Herzinfarkt, während er mit dem Auto unterwegs war.

## Nationalmannschaft
Asrjan nahm mit Armenien an den Schacholympiaden 1996 (mit der zweiten Mannschaft), 1998, 2000, 2002 und 2006 teil. Mit der Mannschaft gewann er 2006 und belegte 2002 den dritten Platz, in der Einzelwertung gewann er 1996 am ersten Reservebrett. Außerdem spielte er bei den Mannschaftsweltmeisterschaften 2001 und 2005, bei denen Armenien jeweils den dritten Platz belegte, sowie der Europa-Mannschaftsmeisterschaft 2007 in Iraklio (Kreta), bei der Armenien die Silbermedaille gewann.

## Vereine
Die armenische Mannschaftsmeisterschaft gewann Asrjan 2006 und 2007 mit Bank King Jerewan, mit denen er in beiden Jahren auch am European Club Cup teilnahm. In der russischen Mannschaftsmeisterschaft spielte er 2006 und 2007 für Südural Tscheljabinsk und 2008 für Schachföderation Moskau, in Griechenland 2005 für EES Korydallou sowie in der französischen Top 16 in den Saisons 2006/07 und 2007/08 für den Club de Bischwiller.